# Виртоп (комуна)
Виртоп (рум. Vârtop) — комуна у повіті Долж в Румунії. До складу комуни входить єдине село Виртоп.
Комуна розташована на відстані 220 км на захід від Бухареста, 39 км на захід від Крайови.

## Населення
За даними перепису населення 2002 року у комуні проживали 1836 осіб.
Національний склад населення комуни:
| Національність | Кількість осіб | Відсоток |
| -------------- | -------------- | -------- |
| румуни         | 1423           | 77,5%    |
| цигани         | 413            | 22,5%    |

Рідною мовою назвали:
| Мова      | Кількість осіб | Відсоток |
| --------- | -------------- | -------- |
| румунська | 1495           | 81,4%    |
| циганська | 341            | 18,6%    |

Склад населення комуни за віросповіданням:
| Релігія     | Кількість осіб | Відсоток |
| ----------- | -------------- | -------- |
| православні | 1824           | 99,3%    |
| адвентисти  | 11             | 0,6%     |
| бретрени    | 1              | 0,1%     |